# آرتور داوسون (زاده ۱۸۸۲)
آرتور داوسون (انگلیسی: Arthur Dawson؛ ۹ ژانویه ۱۸۸۲ – 1951 (aged 69)) بازیکن فوتبال اهل بریتانیا بود.
از باشگاه‌هایی که در آن بازی کرده‌است می‌توان به باشگاه فوتبال نلسون، باشگاه فوتبال بلکبرن روورز، و باشگاه فوتبال برنلی اشاره کرد.